# تمام شب رانندگی می‌کردم
« تمام شب رانندگی می‌کردم» (به انگلیسی: I Drove All Night) تک‌آهنگی از هنرمند اهل ایالات متحده آمریکا سیندی لاپر است که در سال ۱۹۸۹ میلادی منتشر شد.